# Sean Flynn (actor)
Sean Flynn Amir (Los Ángeles, California; 14 de julio de 1989) es un actor y cantante estadounidense. Es conocido por su papel como Chase Matthewsen la serie de Nickelodeon Zoey 101 y su película asociada.

## Biografía

### Primeros años
Sean nació el 14 de julio de 1989 en Los Ángeles, California. 

### Carrera
Inicio a la carrera en el año 1996, participó como Jason en la serie dramática Sliders. En 1998, interpretó como Junior Lamb en la película dramática Simon Birch.Al año siguiente, en 1999, participó como niño en el cortometraje The Grail. En 2000, participó como pequeño niño en la serie de comedia Hype.
Al año siguientes, en 2001, interpretó a Scott en la película de comedia y dramática Alex in Wonder y como Spencer de joven en la película dramática romántica According to Spencer. En 2002, participó como varios personajes en la serie animada Padre de familia. Más tarde, participó como Mark de joven en la película comedia y criminal Esto no es un atraco y luego interpretar a Gore en la película de televisión The Snobs.
Desde 2005 hasta 2008, asumió el papel principal como Chase Matthews en la serie de Nickelodeon Zoey 101.En 2012, interpretó a Johnse Hatfield en la película dramática Hatfields and McCoys: Bad Blood y después como Derek en la película de terror Return of the Killer Shrews.Al año siguiente, interpretado a Grip en la película biografía The Last of Robin Hood.
En 2014, asumió el papel recurrente como Jason en la serie de Lifetime Devious Maids. En 2015, interpretó como Lee Earnshaw en la película de televisión The Wrong Boyfriend y después regreso por su papel como Chase Matthews en el cortometraje titulado What Did Zoey Say?.En 2017, participó como él mismo en las películas de televisión en The Magic Studio y The Golden Stars.

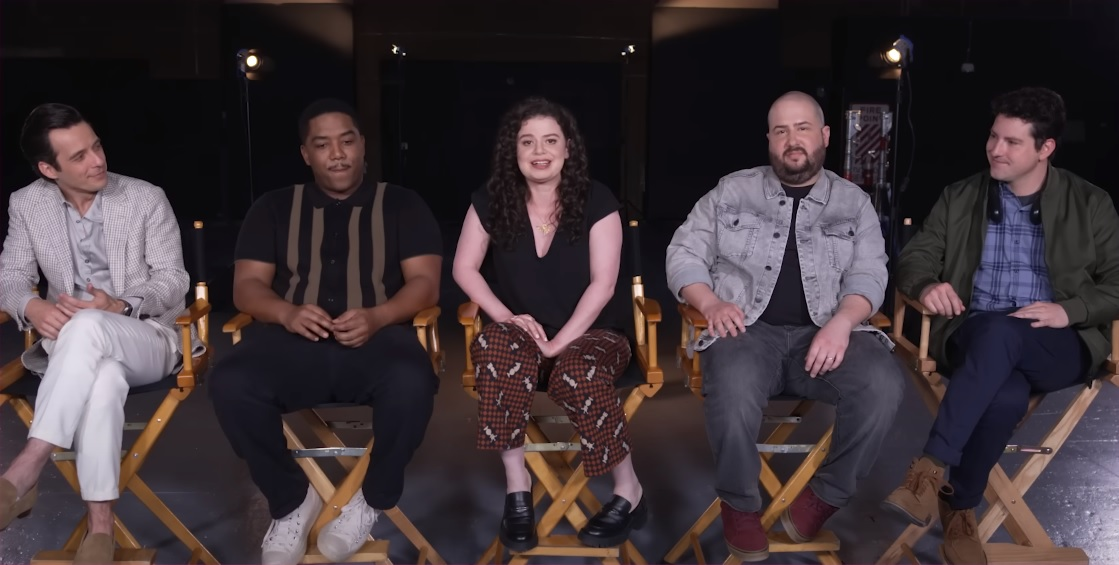
Elenco de Zoey 102 que promocionan la película antes de la huelga SAG-AFTRA 2023.

En 2019, participó como Dr. Anderson en el cortometraje The Unicorns Sisters. Y al año siguiente, en 2020, participó como él mismo en la serie reinicio de Nickelodeon All That  y en el cortometraje y musical Jamie Lynn Spears & Chantel Jeffries: Follow Me.En 2023, regreso nuevamente como Chase Matthews en la película de comedia romántica Paramount+ Zoey 102.

## Vida privada
Sean es bisnieto del conocido actor Errol Flynny su nombre fue puesto en tributo a su tío fallecido, Sean Leslie Flynn, quien fue un actor y fotógrafo que desapareció misteriosamente en abril de 1970 en Camboya, presuntamente asesinado por los Jemeres Rojos.
Es gran amigo de los actores Christopher Massey, Matthew Underwood y Jack Salvatore, Jr., sus compañeros del elenco de Zoey 101.
Se casó en marzo de 2022 con su pareja Lyndsey Monconduit, y ambos residen actualmente en Atlanta, Georgia.

## Filmografía

### Películas
| Año  | Título                                          | Personaje       | Notas                   |
| ---- | ----------------------------------------------- | --------------- | ----------------------- |
| 1998 | Simon Birch                                     | Junior Lamb     |                         |
| 1999 | The Grail                                       | Niño            | Cortometraje            |
| 2001 | Alex in Wonder                                  | Scott           |                         |
| 2001 | According to Spencer                            | Spencer (joven) |                         |
| 2002 | Scorched                                        | Mark (joven)    |                         |
| 2003 | The Snobs                                       | Gore            | Película de televisión  |
| 2012 | Hatfields and McCoys: Bad Blood                 | Johnse Hatfield |                         |
| 2012 | Return of the Killer Shrews                     | Derek           |                         |
| 2013 | The Last of Robin Hood                          | Grip            |                         |
| 2015 | The Wrong Boyfriend                             | Lee Earnshaw    |                         |
| 2015 | What Did Zoey Say?                              | Chase Matthews  | Cortometraje            |
| 2017 | The Magic Studio                                | Él mismo        | Películas de televisión |
| 2017 | The Golden Stars                                | Él mismo        | Películas de televisión |
| 2019 | The Unicorn Sisters                             | Dr. Anderson    | Cortometrajes           |
| 2020 | Jamie Lynn Spears & Chantel Jeffries: Follow Me | Él mismo        | Cortometrajes           |
| 2023 | Zoey 102                                        | Chase Matthews  | Película de Paramount+  |

### Televisión
| Año       | Título           | Personaje         | Notas                                       |
| --------- | ---------------- | ----------------- | ------------------------------------------- |
| 1996      | Sliders          | Jason             | Episodio: «Season's Greedings»              |
| 2000      | Hype             | Niño pequeño      | Episodio #1.2                               |
| 2002      | Padre de familia | Varios personajes | Episodio: «Road to Europe»                  |
| 2005-2008 | Zoey 101         | Chase Matthews    | Elenco principal, serie de TV Nickelodeon   |
| 2014      | Devious Maids    | Jason             | Papel recurrente;(temporada 2, 4 episodios) |
| 2020      | All That         | Él mismo          | Episodio 1130                               |